# Nezamojnyk
Le Nezamojnyk (en ukrainien : Незаможник) est un destroyer de classe Fidonisy dont la construction commence pendant la Première Guerre mondiale. Échoué au large d'Odessa durant la Révolution russe, il est renfloué et entre en service dans la marine soviétique en 1923. Il est finalement désarmé en 1949.

## Conception
Le programme de 1914 prévoit la construction de huit destroyers devant entrer en service dans la Flotte de la mer Noire. Amélioration de la classe Derzky agrémentée d'un canon de 102 mm supplémentaire, les navires de la classe Fidonisy possèdent quatre canons de 102 mm, un canon antiaérien de 40 mm, douze tubes lance-torpilles de 457 mm en batteries triples ; ils disposent aussi de 80 mines. Propulsés par deux hélices mues par deux turbines Parsons et par cinq chaudières Thornycroft développant 29 000 chevaux, ces destroyers peuvent atteindre 33 nœuds (61 km/h).

## Histoire
Seuls quatre destroyers sont lancés avant la Révolution russe de 1917. Prévu pour être lancé sous le nom de Zante, le navire inachevé s'échoue au large d'Odessa lors d'une tentative de le soustraire à l'Armée rouge en avril 1919. Le destroyer est renfloué par les Soviétiques et entre en service dans la marine soviétique le 7 novembre 1923 sous le nom de Nezamojnyi. Renommé Nezamojnyk le 29 avril 1926, il participe à la Seconde Guerre mondiale avec la 1re division de destroyers de la Flotte de la mer Noire. Durant la guerre, le destroyer parcourt 45 856 milles marins (84 925 km) en 3 779 heures, remplit 120 missions de combat, abat trois avions de la Luftwaffe et détruit trois batteries côtières. Le 8 juillet 1945, il se voit décerner l'ordre du Drapeau rouge.
Le Nezamojnyk est finalement désarmé en 1949 et coulé comme cible en 1950.